# Stephen Robinson
Stephen Kern Robinson (Sacramento, 26 oktober 1955) is een voormalig Amerikaans ruimtevaarder. Robinson zijn eerste ruimtevlucht was STS-85 met de spaceshuttle Discovery en vond plaats op 7 augustus 1997. Tijdens de missie werd er onderzoek uitgevoerd met de Atmosphere-Shuttle Pallet Satellite (CRISTA-SPAS-2).
Robinson maakte deel uit van NASA Astronautengroep 15. Deze groep van 19 ruimtevaarders begon hun training in 1994 en had als bijnaam The Flying Escargot.
In totaal heeft Robinson vier ruimtevluchten op zijn naam staan, waaronder meerdere missies naar het Internationaal ruimtestation ISS. Tijdens zijn missies maakte hij drie ruimtewandelingen. In 2012 verliet hij NASA en ging hij als astronaut met pensioen. 